# 以色列政黨列表
以色列政黨列表列舉了以色列國的主要政黨。以色列的政治制度基於比例代表制及多黨制，其國會的120個議員席位被多個政黨所有。
典型的以色列國會包含諸多政黨，這是由於國會的選舉門檻相對較低。1949年至1992年為1%，1992年至2003年為1.5%，2003年至2014年為2%，2015年之後則為3.25%。以2015年國會選舉為例，當時共有10個政黨或政黨聯盟的得票數跨越了選舉門檻，而且其中5個政黨或政黨聯盟贏得了至少10個席次。較低的選舉門檻再加上全國性的名單比例代表制使得以色列幾乎沒有任何一個政黨可以獲得組建多數政府所需的61個議席，而事實上迄今為止以色列也沒有任何政黨在選舉中獲得過半席次。目前單一政黨或政黨聯盟在國會的最好選舉成績是聯盟在1969年選舉中所取得的56席。
迄今為止，以色列的政黨中僅有四個政黨或其前身領導過以色列政府，但每屆以色列政府均為兩黨或多黨所組建的聯合政府。

## 現存政黨

### 國會政黨
本章節所列政黨或政黨聯盟均在2022年國會選舉中至少獲得一個代表席次。
| 政黨 / 政黨聯盟                                   | 政黨 / 政黨聯盟          | 政黨 / 政黨聯盟          | 政黨 / 政黨聯盟                     | 政治立場                            | 意識形態                                        | 黨魁               | 國會席次 | 政黨地位 |
| ------------------------------------------------- | ------------------------ | ------------------------ | ----------------------------------- | ----------------------------------- | ----------------------------------------------- | ------------------ | -------- | -------- |
|                                                   | 利庫德集團☆              | 利庫德集團☆              | 利庫德集團☆                         | 中右翼至右翼                        | 保守主義 民族保守主義 右翼民粹主義 猶太復國主義 | 本雅明·內塔尼亞胡  | 32 / 120 | 執政黨   |
|                                                   | 擁有未來                 | 擁有未來                 | 擁有未來                            | 中間派                              | 自由派猶太復國主義                              | 亞伊爾·拉皮德      | 24 / 120 | 反對黨   |
|                                                   | 沙斯黨☆                  | 沙斯黨☆                  | 沙斯黨☆                             | 右翼至極右翼（社會） 中左翼（經濟） | 宗教派猶太復國主義 宗教保守主義                 | 阿里耶·德里        | 11 / 120 | 執政黨   |
|                                                   | 民族團結                 |                          | 藍與白以色列韌性黨                  | 中間派至中左翼                      | 猶太復國主義                                    | 本尼·甘茨          | 8 / 120  | 反對黨   |
|                                                   | 民族宗教黨—宗教錫安主義☆ | 民族宗教黨—宗教錫安主義☆ | 民族宗教黨—宗教錫安主義☆            | 極右翼                              | 宗教派猶太復國主義 宗教保守主義 社會保守主義    | 比撒列·斯莫特里赫  | 7 / 120  | 執政黨   |
|                                                   | 聯合妥拉猶太教☆          |                          | 以色列同盟                          | 右翼                                | 宗教保守主義 社會保守主義                       | 摩西·加夫尼        | 7 / 120  | 執政黨   |
|                                                   | 聯合妥拉猶太教☆          | 妥拉旗幟                 |                                     | 右翼                                | 宗教保守主義 社會保守主義                       | 摩西·加夫尼        | 7 / 120  | 執政黨   |
|                                                   | 猶太力量☆                | 猶太力量☆                | 猶太力量☆                           | 極右翼                              | 卡漢主義 極端民族主義 優越主義                  | 伊塔馬爾·本-格維爾 | 6 / 120  | 執政黨   |
|                                                   | 以色列是我們的家園       | 以色列是我們的家園       | 以色列是我們的家園                  | 中右翼至右翼                        | 宗教派猶太復國主義 民族主義 保守主義            | 阿維格多·利伯曼    | 6 / 120  | 反對黨   |
|                                                   | 聯合阿拉伯名單           | 聯合阿拉伯名單           | 聯合阿拉伯名單                      | 中右翼至右翼                        | 伊斯蘭主義 保守主義                             | 曼蘇爾·阿巴斯      | 5 / 120  | 反對黨   |
|                                                   | 哈达什—塔阿勒            |                          | 和平與平等民主陣線 （以色列共產黨） | 左翼至極左翼                        | 阿裔以色列人利益 世俗主義                       | 艾曼·奧德赫        | 5 / 120  | 反對黨   |
|                                                   | 哈达什—塔阿勒            | 阿拉伯復興運動           | 大帳篷                              |                                     | 阿裔以色列人利益 世俗主義                       | 艾曼·奧德赫        | 5 / 120  | 反對黨   |
|                                                   | 以色列工黨               | 以色列工黨               | 以色列工黨                          | 中左翼                              | 社會民主主義 勞工派猶太復國主義 世俗主義        | 雅伊爾·戈朗        | 4 / 120  | 反對黨   |
|                                                   | 新希望                   | 新希望                   | 新希望                              | 中右翼至右翼                        | 猶太復國主義                                    | 吉德翁·薩爾        | 4 / 120  | 反對黨   |
|                                                   | 諾姆黨☆                  | 諾姆黨☆                  | 諾姆黨☆                             | 極右翼                              | 宗教派猶太復國主義 宗教保守主義                 | 阿維·毛茲          | 1 / 120  | 執政黨   |
| 註：☆表示該黨或該政黨聯盟為以色列民族陣營的成員。 |                          |                          |                                     |                                     |                                                 |                    |          |          |

## 青年組織
| 組織名稱               | 政治派系 | 所屬母黨 | 所屬母黨         | 備註                                                                                     |
| ---------------------- | -------- | -------- | ---------------- | ---------------------------------------------------------------------------------------- |
| 貝塔爾                 | 修正派   |          | 利庫德集團       | 歷史上曾為赫魯特黨的附隨組織，現跟隨利庫德集團。                                         |
| 拉比阿奇巴之子         | 宗教派   |          | 猶太人家園       | 歷史上曾為民族宗教黨的附隨組織，現跟隨猶太人家園。                                       |
| 自由締造者             | 勞工派   |          | 以色列工黨       | 勞工派猶太復國主義運動的附隨組織，同時也被視為以色列工黨的非官方附隨組織。               |
| 青年衛士               | 勞工派   |          | 梅雷茲黨         | 勞工派猶太復國主義中的左派青年組織。歷史上曾為統一工人黨的附隨組織，現跟隨梅雷茲黨。     |
| 青年學生與工人聯合會   | 勞工派   |          | 以色列工黨       | 勞工派猶太復國主義運動與以色列總工會的附隨組織，同時也被視為以色列工黨的非官方附隨組織。 |
| 梅雷茲黨青年團         | 勞工派   |          | 梅雷茲黨         | 梅雷茲黨針對18歲以下青少年的青年組織。                                                   |
| 以色列工黨青年團       | 勞工派   |          | 以色列工黨       | 以色列工黨針對18歲以下青少年的青年組織。                                                 |
| 全國聯盟青年團         | 宗教派   |          | 宗教派猶太復國黨 | 曾為全國聯盟青年組織，后跟隨母黨併入宗教派猶太復國黨。                                   |
| 山頂青年團             | 宗教派   |          | 猶太力量         | 原為正路黨青年組織；母黨被封禁後轉為跟隨猶太力量。                                       |
| 擁有未來青年團         | 自由派   |          | 擁有未來         | 擁有未來針對18歲以下青少年的青年組織。                                                   |
| 阿利亞運動營           | 勞工派   |          | —                | 勞工派猶太復國主義運動的附隨組織。                                                       |
| 猶太復國主義青年團     | 自由派   |          | —                | 歷史上曾為全體猶太復國主義者的附隨組織。                                                 |
| 上帝之獅               | 宗教派   |          | 宗教派猶太復國黨 | 分裂自拉比阿奇巴之子，現為宗教派猶太復國黨的非官方附隨組織。                             |
| 宗教派工人與學生青年團 | 宗教派   |          | —                | 成立於1952年，歷史上曾為工人黨的附隨組織。                                               |
| 利庫德青年團           | 修正派   |          | 利庫德集團       | 利庫德集團針對18歲以下青少年的青年組織。                                                 |
| 青年梅雷茲             | 勞工派   |          | 梅雷茲黨         | 梅雷茲黨針對18歲至35歲青年人的青年組織。                                                 |

## 外部連接
- 第25屆以色列國會選舉結果 （页面存档备份，存于）在以色列國會網站上（英文）
- 第25屆以色列國會議會黨團列表 （页面存档备份，存于）在以色列國會網站上（英文）